# Alteckendorf
Alteckendorf (en alsacià Àltackedorf) és un municipi francès, situat a la regió del Gran Est, al departament del Baix Rin. L'any 1999 tenia 746 habitants.
Forma part del cantó de Bouxwiller, del districte de Saverne i de la Comunitat de comunes del Pays de la Zorn.

## Demografia
| 1793 | 1800 | 1806 | 1821 | 1831 | 1836 | 1841 | 1846 | 1851 | 1856 | 1861 | 1866 |
| ---- | ---- | ---- | ---- | ---- | ---- | ---- | ---- | ---- | ---- | ---- | ---- |
| 531  | 588  | 624  | 701  | 732  | 777  | 770  | 757  | 758  | 712  | 734  | 760  |
| 1872 | 1876 | 1881 | 1886 | 1891 | 1896 | 1901 | 1906 | 1911 | 1921 | 1926 | 1931 |
| 747  | 730  | 745  | 739  | 737  | 757  | 786  | 776  | 767  | 675  | 646  | 670  |
| 1936 | 1946 | 1954 | 1962 | 1968 | 1975 | 1982 | 1990 | 1999 | 2006 | 2008 | 2011 |
| 653  | 637  | 603  | 619  | 618  | 648  | 661  | 705  | 746  | 739  | 737  | 787  |

## Administració
| Període   | Identitat         | Partit |
| --------- | ----------------- | ------ |
| 1953-1971 | Michel Trog       |        |
| 1971-1983 | Jean-Paul Richert |        |
| 1983-2001 | Georges Schultz   |        |
| 2001-     | Georges Harter    |        |